# Lophomyrmex birmanus
Lophomyrmex birmanus är en myrart som beskrevs av Carlo Emery 1893. Lophomyrmex birmanus ingår i släktet Lophomyrmex och familjen myror. Inga underarter finns listade i Catalogue of Life.

## Bildgalleri

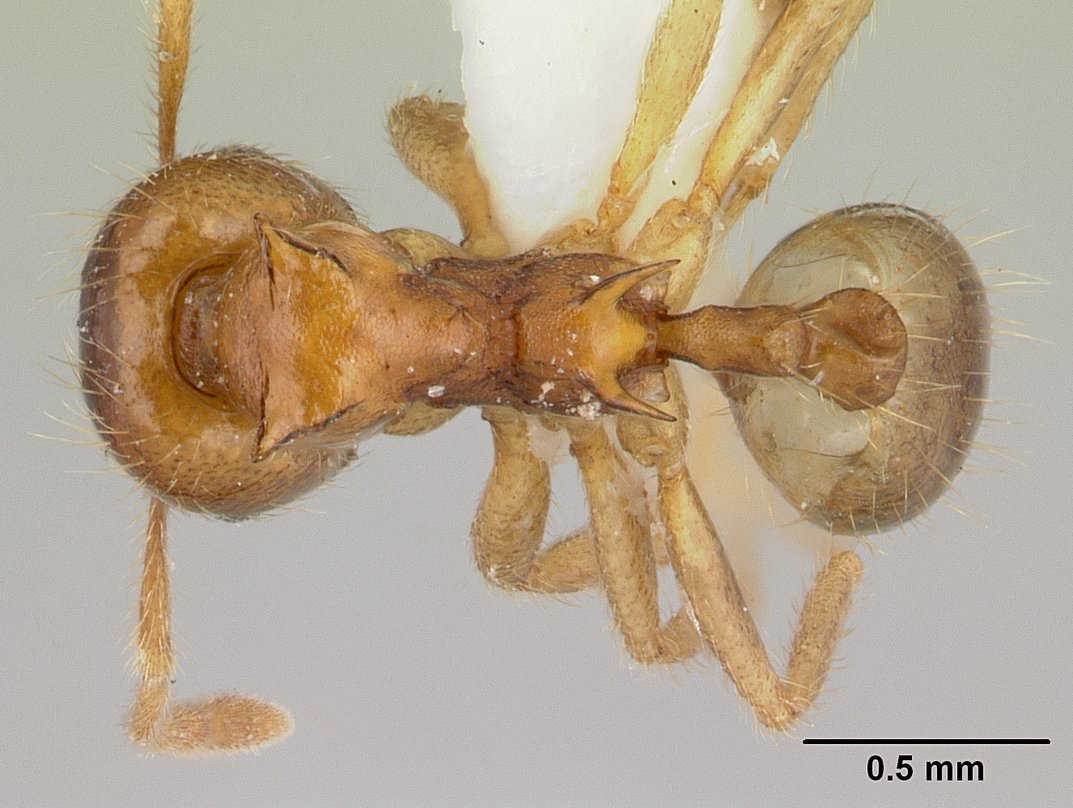
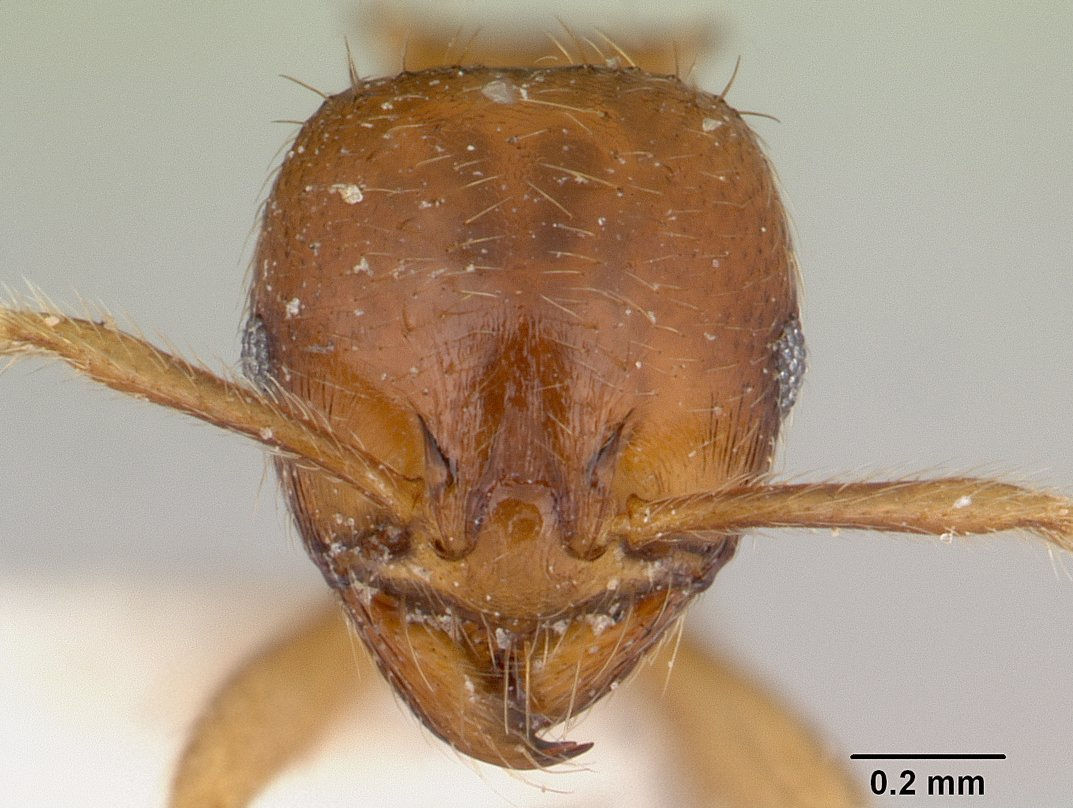
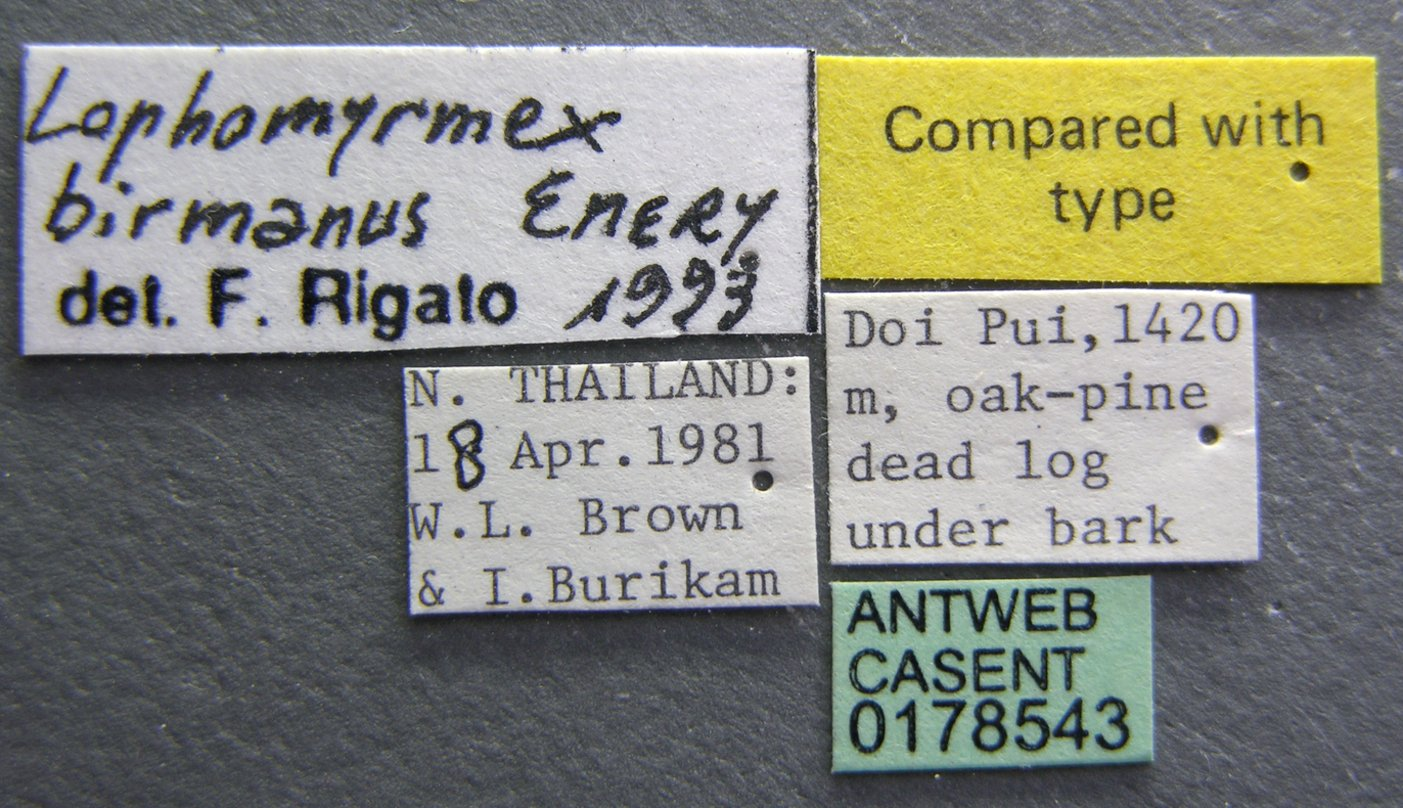
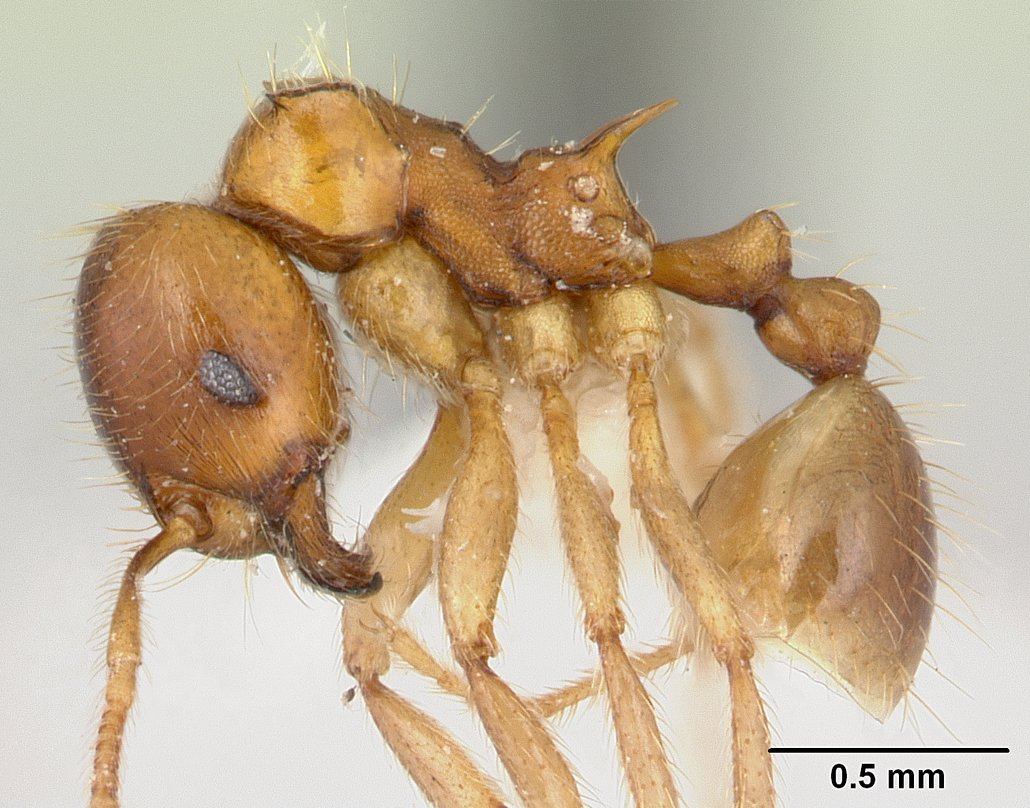